# Abbas-Ali Chalatbari

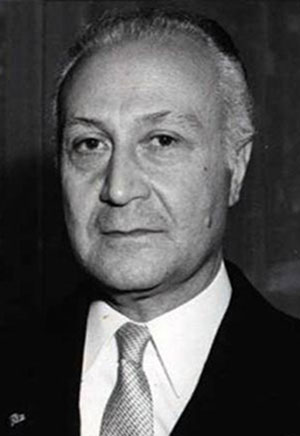
Abbasali Chalatbari

Abbas-Ali Chalatbari (persisch عباسعلی خلعتبری; * 1912 in Teheran; † 11. April 1979 ebenda) war ein persischer Botschafter und Außenminister.

## Leben
Abbas-Ali Chalatbari studierte Politikwissenschaft und wurde an der Sorbonne zum Doktor der Rechte promoviert. Er trat 1942 in den auswärtigen Dienst. Vom 7. März 1960 bis 1962 war er Botschafter in Warschau. Von 1962 bis 1968 war er Generalsekretär der Central Treaty Organization. Von 1968 bis 14. Januar 1973 war er Stellvertreter von Ardeshir Zahedi, den er am 14. Januar 1978 als Außenminister im Regierungskabinett von Dschamschid Amusegar ablöste. 1977 besuchte er auf Einladung von Jigal Allon Israel. Am 26. Februar 1978 besuchte er Mengistu Haile Mariam. Vom 27. April bis 1. Mai 1978 besuchte er König Hassan II. von Marokko.
Nach dem Sturz der Schah-Regierung lehnte Chalatbari es ab, den Iran zu verlassen. Er wurde unter dem Vorwurf der Korruption und Verrat nach der Islamischen Revolution von 1979 verhaftet und zum Tode verurteilt. Er und zehn weitere hohe Minister des Schahs Mohammad Reza Pahlavi wurden von den Sicherheitskräften der Islamischen Republik Iran in Teheran am 11. April 1979 hingerichtet. Auf seine Hinrichtung folgte eine Welle weltweiter Proteste.